# NGC 5740
NGC 5740 ist eine 11,8 mag helle Balken-Spiralgalaxie vom Hubble-Typ SBb mit aktivem Galaxienkern im Sternbild Jungfrau am Nordsternhimmel. Sie ist schätzungsweise 70 Millionen Lichtjahre von der Milchstraße entfernt und hat einen Durchmesser von etwa 60.000 Lichtjahren. Mit NGC 5746 bildet sie das gravitativ gebundene Galaxienpaar KPG 434 und zusammen mit weiteren 29 Galaxien sind sie Mitglieder der NGC 5746-Gruppe (LGG 386).
Im selben Himmelsareal befinden sich u. a. die Galaxien NGC 5725 und IC 1054.
Das Objekt wurde am 18. März 1787 von Wilhelm Herschel  mit einem 18,7-Zoll-Spiegelteleskop entdeckt, der sie dabei mit „pB, cL, iR“ beschrieb.